# Дивитиак (вождь свессионов)
Дивитиак (лат. Diviciacus или Divitiacus ) — кельтский вождь северной Галлии и земель на юге Британии I века до н. э. Получил от Гая Юлия Цезаря прозвище Гальба (с кельтского — «Жир», «Сало»).

## Биография

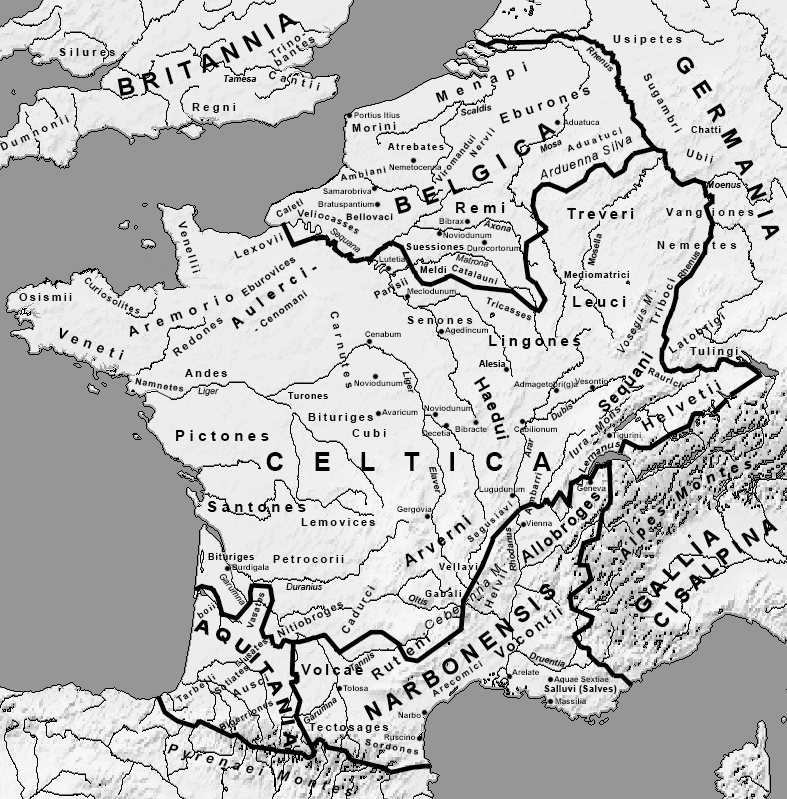
Галльские племена во времена Гая Юлия Цезаря

О жизни Дивитиака точных сведений нет. Известно лишь, что молодые годы он провёл в Британии, вероятно как предводитель подвластной его отцу области. В 60-х годах до н. э. Дивитиак стал вождём своего племени свессионов (в районе современного города Суасона). Владел не только огромной частью Галлии, но также частью Британии.
С появлением в Галлии Юлия Цезаря Дивитиак возглавил борьбу всех племен белгов против римлян. Цезарь, применяя принцип «Разделяй и властвуй», смог переманить на свою сторону значительную часть севернокельтских племён. В свою очередь, имея мощное войско, Дивитиак пытался покорять проримски настроенных вождей и привлекать воинов их племён в своё войско, как это произошло с вождём племени сенонов Каварином.
Решающая битва состоялась в 57 году до н. э. при Аксоне. В этой битве Дивитиак потерпел сокрушительное поражение и погиб. После этого все белги подчинились римским завоевателям.